# 4195 Есамбаєв
4195 Есамбаєв (4195 Esambaev) — астероїд головного поясу, відкритий 19 вересня 1982 року.
Тіссеранів параметр щодо Юпітера — 3,306.